# Estació de trens de Schieren
L'Estació de trens de Schieren (en luxemburguès: Gare Schiren; en francès: Gare de Schieren, en alemany: Bahnhof Schieren) és una estació de tren que es troba a Schieren, al centre de Luxemburg. La companyia estatal propietària és Chemins de Fer Luxembourgeois. L'estació està situada en el ramal ferroviari de la línia 10 CFL, que connecta la ciutat de Luxemburg amb el centre i nord del país.

## Servei
Schieren rep els serveis ferroviaris pels trens de Regionalbahn (RB) amb relació a la línia 10 CFL entre Luxemburg i Diekirch.